# Black City Breakdown (1985-1986)
Black City Breakdown (1985-1986) és el primer dels dos àlbums de L.A. Guns de recopilació del cantant Paul Black.

## Cançons
1. Everything I Do
2. L.A.P.D.
3. Roll The Dice
4. On & On
5. Name Your Poison
6. Winter's Fool
7. Stranded
8. Love Is A Crime
9. Word To The Wise Guy
10. Liquid Diamonds
11. One More Reason To Die
12. Black City Breakdown
13. Looking Over My Shoulder

## Formació
- Paul Black: Veus
- Tracii Guns: Guitarra
- Robert Stoddard: Guitarra
- Mick Cripps: Baix
- Nickey "Beat" Alexander: Bateria